# Festival international du film pour enfants Lucas
 (septembre 2024).
Le Festival international du film pour enfants Lucas (LUCAS – Internationales Festival für junge Filmfans) est un festival de cinéma de films pour enfants se déroulant à Francfort-sur-le-Main (en Allemagne). Il se déroule généralement en septembre, l'édition 2009 fut la 33e.